# Wilbrandia
Wilbrandia es un género con 15 especies de plantas con flores perteneciente a la familia Cucurbitaceae. 

## Especies seleccionadas
| - Wilbrandia drastica - Wilbrandia dusenii - Wilbrandia ebracteata - Wilbrandia fluminensis - Wilbrandia glaziovii - Wilbrandia hibiscoides - Wilbrandia linearis - Wilbrandia longibracteata | - Wilbrandia longisepala - Wilbrandia paniculata - Wilbrandia riedeli - Wilbrandia sagittifolia - Wilbrandia scabra - Wilbrandia verticillata - Wilbrandia villosa |